# Silvia Rieger
Silvia Rieger, född den 14 november 1970 i Hinte, är en tysk före detta friidrottare som tävlade i häcklöpning.
Riegers främsta meriter kom vid EM. Vid EM 1994 blev hon silvermedaljör på 400 meter häck. Fyra år senare vid EM i Budapest blev hon bronsmedaljör på samma distans. Vid samma mästerskap var hon även med i det tyska stafettlaget på 4 x 400 meter som vann guld. 
Vid VM 1995 i Göteborg slutade hon på sjätte plats på 400 meter häck och vid Olympiska sommarspelen 1996 blev hon åtta.

## Personliga rekord
- 400 meter häck - 54,22 från 1998